# Lake City (Tennessee)
Lake City is een plaats (town) in de Amerikaanse staat Tennessee, en valt bestuurlijk gezien onder Anderson County en Campbell County.

## Demografie
Bij de volkstelling in 2000 werd het aantal inwoners vastgesteld op 1888.
In 2006 is het aantal inwoners door het United States Census Bureau geschat op 1859, een daling van 29 (-1,5%).

## Geografie
Volgens het United States Census Bureau beslaat de plaats een oppervlakte van
4,1 km², geheel bestaande uit land. Lake City ligt op ongeveer 303 m boven zeeniveau.

## Plaatsen in de nabije omgeving
De onderstaande figuur toont nabijgelegen plaatsen in een straal van 20 km rond Lake City.